# المقاطع
المقاطع إحدى قرى مركز الباجور التابع لمحافظة المنوفية في جمهورية مصر العربية.

## التاريخ
قرية المقاطع من القرى القديمة، حيث وردت باسم «المقاطع» في أعمال المنوفية ضمن قرى الروك الناصري التي أحصاها ابن الجيعان في كتاب «التحفة السنية بأسماء البلاد المصرية»، وقال ابن الجيعان أنها من كفور سبك. وفي العصر العثماني وردت باسم «المقاطع» في التربيع العثماني الذي أجراه الوالي العثماني سليمان باشا الخادم في عصر السلطان العثماني سليمان القانوني ضمن قرى ولاية المنوفية، وفي تاريخ 1228هـ/1813م الذي عدّ قرى مصر بعد المسح الذي قام به محمد علي باشا باسم «المقاطع» ضمن قرى مديرية المنوفية.

## السكان
بلغ عدد سكان المقاطع 5,389 نسمة، حسب الإحصاء الرسمي لعام 2006.